# Best Music Video (відеоальбом Майкла Джексона)
Best Music Video — сбірка відео кліпів американського поп-співака Майкла Джексона, випущена у 2001 як промо у Південній Кореї для реклами альбому «Invincible». Саме на цій збірці вперше з‘явився кліп на пісні «You Rock My World» та «History (Tony Moran Remix)». Так як ця збірка була випущена тільки як промо, вона вважається колекційною і її важко знайти в Інтернеті.

## Список кліпів
| #  | Назва                        | Тривалість |
| -- | ---------------------------- | ---------- |
| 1. | «You Rock My World»          |            |
| 2. | «Remember The Time»          |            |
| 3. | «Blood On The Dance Floor»   |            |
| 4. | «Scream» (з Джанет Джексон)  |            |
| 5. | «Billie Jean»                |            |
| 6. | «Beat It»                    |            |
| 7. | «Thriller»                   |            |
| 8. | «Bad»                        |            |
| 9. | «History» (Tony Moran Remix) |            |